# Liste des émissions de franc français sous la Deuxième République

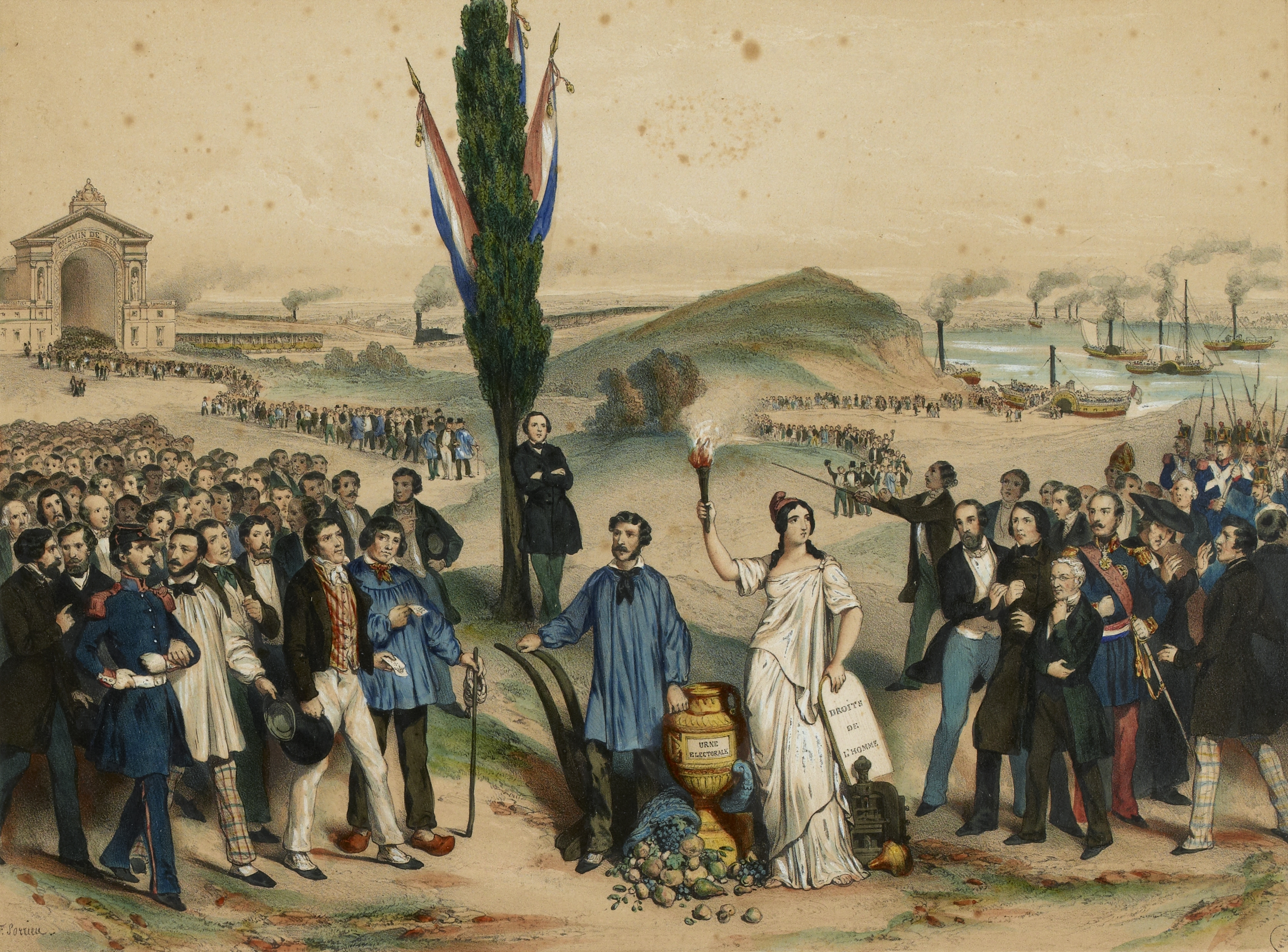
Le Suffrage universel, lithographie dédiée à Ledru-Rollin, par Frédéric Sorrieu (1850)

Cet article liste les émissions de franc français sous la Deuxième République entre 1848 et 1852.

## Pièces

### Types de circulation courante

#### Type Dupré
| \| 1 centime Dupré \|                                                                           | \| 1 centime Dupré \|                                                                           | \| 1 centime Dupré \|                                                         | \| 1 centime Dupré \|                                                         | \| 1 centime Dupré \| |
| ----------------------------------------------------------------------------------------------- | ----------------------------------------------------------------------------------------------- | ----------------------------------------------------------------------------- | ----------------------------------------------------------------------------- | --------------------- |
| Avers et revers                                                                                 |                                                                                                 |                                                                               |                                                                               |                       |
| Avers : Marianne regardant vers la gauche. La mention « République Française » sur le pourtour. | Avers : Marianne regardant vers la gauche. La mention « République Française » sur le pourtour. | Revers : La valeur faciale en lettres : « UN CENTIME » et l'année d'émission. | Revers : La valeur faciale en lettres : « UN CENTIME » et l'année d'émission. |                       |
| Masse 2 g                                                                                       | Alliage Bronze                                                                                  | Diamètre 18 mm                                                                | Épaisseur                                                                     |                       |
| Artiste(s) Augustin Dupré                                                                       | Artiste(s) Augustin Dupré                                                                       | Tranche Lisse                                                                 | Tranche Lisse                                                                 |                       |
| Millésimes 1848-1851                                                                            |                                                                                                 |                                                                               |                                                                               |                       |
|                                                                                                 |                                                                                                 |                                                                               |                                                                               |                       |
| Remarques – Marque de l'atelier monétaire de Paris : A.                                         |                                                                                                 |                                                                               |                                                                               |                       |
| 1 centime Dupré                                                                                 |                                                                                                 |                                                                               |                                                                               |                       |

#### Type Cérès
| \| 20 centimes Cérès \|                                                                                | \| 20 centimes Cérès \|                                                                      | \| 20 centimes Cérès \| | \| 20 centimes Cérès \| | \| 20 centimes Cérès \| |
| --- | -------------------------------------------------------------------------------------------- | --- | --- | ----------------------- |
| |                                                                                              | | |                         |
| Avers : Femme regardant vers la gauche. La mention « République Française » sur le pourtour.           | Avers : Femme regardant vers la gauche. La mention « République Française » sur le pourtour. | Revers : La valeur faciale : « 20 CENT. » et l'année d'émission entourés de lauriers. La devise « Liberté, Égalité, Fraternité » sur le pourtour. | Revers : La valeur faciale : « 20 CENT. » et l'année d'émission entourés de lauriers. La devise « Liberté, Égalité, Fraternité » sur le pourtour. |                         |
| Masse 1 g                                                                                              | Alliage Argent 900 ‰                                                                         | Diamètre 15 mm | Épaisseur |                         |
| Artiste(s) Eugène-André Oudiné                                                                         | Artiste(s) Eugène-André Oudiné                                                               | Tranche Striée | Tranche Striée |                         |
| Millésimes 1849-1851                                                                                   |                                                                                              | | |                         |
| |                                                                                              | | |                         |
| Remarques – Marque des ateliers monétaires sur le revers : A (Paris), BB (Strasbourg) et K (Bordeaux). |                                                                                              | | |                         |
| 20 centimes Cérès                                                                                      |                                                                                              | | |                         |

| \| 50 centimes Cérès \|                                                                                | \| 50 centimes Cérès \|                                                                      | \| 50 centimes Cérès \| | \| 50 centimes Cérès \| | \| 50 centimes Cérès \| |
| --- | -------------------------------------------------------------------------------------------- | --- | --- | ----------------------- |
| |                                                                                              | | |                         |
| Avers : Femme regardant vers la gauche. La mention « République Française » sur le pourtour.           | Avers : Femme regardant vers la gauche. La mention « République Française » sur le pourtour. | Revers : La valeur faciale : « 50 CENT. » et l'année d'émission entourés de lauriers. La devise « Liberté, Égalité, Fraternité » sur le pourtour. | Revers : La valeur faciale : « 50 CENT. » et l'année d'émission entourés de lauriers. La devise « Liberté, Égalité, Fraternité » sur le pourtour. |                         |
| Masse 2,5 g                                                                                            | Alliage Argent 900 ‰                                                                         | Diamètre 18 mm | Épaisseur 2 mm |                         |
| Artiste(s) Eugène-André Oudiné                                                                         | Artiste(s) Eugène-André Oudiné                                                               | Tranche Striée | Tranche Striée |                         |
| Millésimes 1849-1851                                                                                   |                                                                                              | | |                         |
| |                                                                                              | | |                         |
| Remarques – Marque des ateliers monétaires sur le revers : A (Paris), BB (Strasbourg) et K (Bordeaux). |                                                                                              | | |                         |
| 50 centimes Cérès                                                                                      |                                                                                              | | |                         |

| \| 1 franc Cérès \|                                                                                    | \| 1 franc Cérès \|                                                                          | \| 1 franc Cérès \| | \| 1 franc Cérès \| | \| 1 franc Cérès \| |
| --- | -------------------------------------------------------------------------------------------- | --- | --- | ------------------- |
| |                                                                                              | | |                     |
| Avers : Femme regardant vers la gauche. La mention « République Française » sur le pourtour.           | Avers : Femme regardant vers la gauche. La mention « République Française » sur le pourtour. | Revers : La valeur faciale : « 1 Franc » et l'année d'émission entourés de lauriers. La devise « Liberté, Égalité, Fraternité » sur le pourtour. | Revers : La valeur faciale : « 1 Franc » et l'année d'émission entourés de lauriers. La devise « Liberté, Égalité, Fraternité » sur le pourtour. |                     |
| Masse 5 g                                                                                              | Alliage Argent 900 ‰                                                                         | Diamètre 23 mm | Épaisseur |                     |
| Artiste(s) Eugène-André Oudiné                                                                         | Artiste(s) Eugène-André Oudiné                                                               | Tranche Striée | Tranche Striée |                     |
| Millésimes 1849-1851                                                                                   |                                                                                              | | |                     |
| |                                                                                              | | |                     |
| Remarques – Marque des ateliers monétaires sur le revers : A (Paris), BB (Strasbourg) et K (Bordeaux). |                                                                                              | | |                     |
| 1 franc Cérès                                                                                          |                                                                                              | | |                     |

| \| 2 francs Cérès \|                                                                                   | \| 2 francs Cérès \|                                                                         | \| 2 francs Cérès \| | \| 2 francs Cérès \| | \| 2 francs Cérès \| |
| --- | -------------------------------------------------------------------------------------------- | --- | --- | -------------------- |
| |                                                                                              | | |                      |
| Avers : Femme regardant vers la gauche. La mention « République Française » sur le pourtour.           | Avers : Femme regardant vers la gauche. La mention « République Française » sur le pourtour. | Revers : La valeur faciale : « 2 Francs » et l'année d'émission entourés de lauriers. La devise « Liberté, Égalité, Fraternité » sur le pourtour. | Revers : La valeur faciale : « 2 Francs » et l'année d'émission entourés de lauriers. La devise « Liberté, Égalité, Fraternité » sur le pourtour. |                      |
| Masse 10 g                                                                                             | Alliage Argent 900 ‰                                                                         | Diamètre 27 mm | Épaisseur |                      |
| Artiste(s) Eugène-André Oudiné                                                                         | Artiste(s) Eugène-André Oudiné                                                               | Tranche Striée | Tranche Striée |                      |
| Millésimes 1849-1851                                                                                   |                                                                                              | | |                      |
| |                                                                                              | | |                      |
| Remarques – Marque des ateliers monétaires sur le revers : A (Paris), BB (Strasbourg) et K (Bordeaux). |                                                                                              | | |                      |
| 2 francs Cérès                                                                                         |                                                                                              | | |                      |

| \| 5 francs Cérès \| | \| 5 francs Cérès \|                                                                         | \| 5 francs Cérès \| | \| 5 francs Cérès \| | \| 5 francs Cérès \| |
| --- | -------------------------------------------------------------------------------------------- | --- | --- | -------------------- |
| Avers et revers |                                                                                              | | |                      |
| Avers : Femme regardant vers la gauche. La mention « République Française » sur le pourtour. | Avers : Femme regardant vers la gauche. La mention « République Française » sur le pourtour. | Revers : La valeur faciale : « 5 Francs » et l'année d'émission entourés de lauriers. La devise « Liberté, Égalité, Fraternité » sur le pourtour. | Revers : La valeur faciale : « 5 Francs » et l'année d'émission entourés de lauriers. La devise « Liberté, Égalité, Fraternité » sur le pourtour. |                      |
| Masse 25 g | Alliage Argent 900 ‰                                                                         | Diamètre 37 mm | Épaisseur |                      |
| Artiste(s) Eugène-André Oudiné | Artiste(s) Eugène-André Oudiné                                                               | Tranche Striée | Tranche Striée |                      |
| Millésimes 1849-1851 |                                                                                              | | |                      |
| |                                                                                              | | |                      |
| Remarques – Marque des ateliers monétaires sur le revers : A (Paris), BB (Strasbourg) et K (Bordeaux). La presse américaine relate en 1912 le décès de Mle Adeline, modèle d'Oudiné pour sa pièce Cérès. |                                                                                              | | |                      |
| 5 francs Cérès |                                                                                              | | |                      |

#### Type Hercule
| \| 5 francs Hercule \| | \| 5 francs Hercule \| | \| 5 francs Hercule \| | \| 5 francs Hercule \| | \| 5 francs Hercule \| |
| --- | --- | --- | --- | ---------------------- |
| Avers et revers | | | |                        |
| Avers : Au centre, Hercule debout, avec à sa droite une figure de l’Égalité et à sa gauche une figure de la Liberté. Inscription « Liberté Égalité Fraternité » sur le pourtour. | Avers : Au centre, Hercule debout, avec à sa droite une figure de l’Égalité et à sa gauche une figure de la Liberté. Inscription « Liberté Égalité Fraternité » sur le pourtour. | Revers : La valeur faciale « 5 FRANCS » avec le millésime en dessous entourés de lauriers. En haut la mention « République française ». | Revers : La valeur faciale « 5 FRANCS » avec le millésime en dessous entourés de lauriers. En haut la mention « République française ». |                        |
| Masse 25 g | Alliage Argent 900 ‰ | Diamètre 37 mm | Épaisseur |                        |
| Artiste(s) Augustin Dupré | Artiste(s) Augustin Dupré | Tranche Inscription « Dieu protège la France »                                                                                          | Tranche Inscription « Dieu protège la France »                                                                                          |                        |
| Millésimes 1848-1849 | | | |                        |
| | | | |                        |
| Remarques – Marque des ateliers monétaires sur le revers : A (Paris), BB (Strasbourg), D (Lyon) et K (Bordeaux).                                                                 | | | |                        |
| 5 francs Hercule | | | |                        |

### Monnaies en Or

#### Type Cérès
| \| 10 francs Cérès \|                                                                        | \| 10 francs Cérès \|                                                                        | \| 10 francs Cérès \| | \| 10 francs Cérès \| | \| 10 francs Cérès \| |
| -------------------------------------------------------------------------------------------- | -------------------------------------------------------------------------------------------- | --- | --- | --------------------- |
|                                                                                              |                                                                                              | | |                       |
| Avers : Femme regardant vers la droite. La mention « République Française » sur le pourtour. | Avers : Femme regardant vers la droite. La mention « République Française » sur le pourtour. | Revers : La valeur faciale : « 10 FRANCS » entouré de lauriers. La devise « Liberté, Égalité, Fraternité » sur le pourtour et l'année d'émission en bas. | Revers : La valeur faciale : « 10 FRANCS » entouré de lauriers. La devise « Liberté, Égalité, Fraternité » sur le pourtour et l'année d'émission en bas. |                       |
| Masse 3,22 g                                                                                 | Alliage Or 900 ‰ dont 2,9 g pur.                                                             | Diamètre 19 mm | Épaisseur |                       |
| Artiste(s) Louis Merley                                                                      | Artiste(s) Louis Merley                                                                      | Tranche | Tranche |                       |
| Millésimes 1850-1851                                                                         |                                                                                              | | |                       |
|                                                                                              |                                                                                              | | |                       |
| Remarques – Marque de l'atelier monétaire sur le revers : A (Paris).                         |                                                                                              | | |                       |
| 10 francs Cérès                                                                              |                                                                                              | | |                       |

| \| 20 francs Cérès \|                                                                        | \| 20 francs Cérès \|                                                                        | \| 20 francs Cérès \| | \| 20 francs Cérès \| | \| 20 francs Cérès \| |
| -------------------------------------------------------------------------------------------- | -------------------------------------------------------------------------------------------- | --- | --- | --------------------- |
| Avers et revers                                                                              |                                                                                              | | |                       |
| Avers : Femme regardant vers la droite. La mention « République Française » sur le pourtour. | Avers : Femme regardant vers la droite. La mention « République Française » sur le pourtour. | Revers : La valeur faciale : « 20 FRANCS » entouré de lauriers. La devise « Liberté, Égalité, Fraternité » sur le pourtour et l'année d'émission en bas. | Revers : La valeur faciale : « 20 FRANCS » entouré de lauriers. La devise « Liberté, Égalité, Fraternité » sur le pourtour et l'année d'émission en bas. |                       |
| Masse 6,45 g                                                                                 | Alliage Or 900 ‰ dont 5,8 g pur.                                                             | Diamètre 21 mm | Épaisseur |                       |
| Artiste(s) Louis Merley                                                                      | Artiste(s) Louis Merley                                                                      | Tranche | Tranche |                       |
| Millésimes 1849-1851                                                                         |                                                                                              | | |                       |
|                                                                                              |                                                                                              | | |                       |
| Remarques – Marque de l'atelier monétaire sur le revers : A (Paris).                         |                                                                                              | | |                       |
| 20 francs Cérès                                                                              |                                                                                              | | |                       |

#### Type Génie Debout
| \| 20 francs Génie Debout \| | \| 20 francs Génie Debout \| | \| 20 francs Génie Debout \| | \| 20 francs Génie Debout \| | \| 20 francs Génie Debout \| |
| --- | --- | --- | --- | ---------------------------- |
| Avers et revers | | | |                              |
| Avers : Génie de la République debout regardant vers la droite et gravant une tablette. Une main de justice à sa gauche et un coq gaulois à sa droite. | Avers : Génie de la République debout regardant vers la droite et gravant une tablette. Une main de justice à sa gauche et un coq gaulois à sa droite. | Revers : Au centre, la valeur « 20 Francs » et le millésime encadré par une couronne de chêne. Sur le pourtour, la devise « Liberté Égalité Fraternité ». | Revers : Au centre, la valeur « 20 Francs » et le millésime encadré par une couronne de chêne. Sur le pourtour, la devise « Liberté Égalité Fraternité ». |                              |
| Masse 6,45 g | Alliage Or 900 ‰ dont 5,8 g pur. | Diamètre 21 mm | Épaisseur |                              |
| Artiste(s) Augustin Dupré | Artiste(s) Augustin Dupré | Tranche Inscription « Dieu protège la France » | Tranche Inscription « Dieu protège la France » |                              |
| Millésimes 1848-1849 | | | |                              |
| | | | |                              |
| Remarques – Marque de l'atelier monétaire sur le revers : A (Paris).                                                                                   | | | |                              |
| 20 francs Génie Debout | | | |                              |

#### Type Louis-Napoléon Bonaparte
| \| 20 francs Louis-Napoléon Bonaparte \|                                            | \| 20 francs Louis-Napoléon Bonaparte \|                                            | \| 20 francs Louis-Napoléon Bonaparte \| | \| 20 francs Louis-Napoléon Bonaparte \| | \| 20 francs Louis-Napoléon Bonaparte \| |
| ----------------------------------------------------------------------------------- | ----------------------------------------------------------------------------------- | --- | --- | ---------------------------------------- |
| Avers et revers                                                                     |                                                                                     | | |                                          |
| Avers : Tête nue de Louis-Napoléon Bonaparte, président de la république française. | Avers : Tête nue de Louis-Napoléon Bonaparte, président de la république française. | Revers : Au centre, la valeur « 20 Francs » et le millésime encadré par une couronne de chêne. Sur le pourtour, la mention « République Française ». | Revers : Au centre, la valeur « 20 Francs » et le millésime encadré par une couronne de chêne. Sur le pourtour, la mention « République Française ». |                                          |
| Masse 6,45 g                                                                        | Alliage Or 900 ‰ dont 5,8 g pur.                                                    | Diamètre 21 mm | Épaisseur |                                          |
| Artiste(s) Jean-Jacques Barre                                                       | Artiste(s) Jean-Jacques Barre                                                       | Tranche Inscription « Dieu protège la France » | Tranche Inscription « Dieu protège la France » |                                          |
| Millésimes 1852                                                                     |                                                                                     | | |                                          |
|                                                                                     |                                                                                     | | |                                          |
| Remarques – Marque de l'atelier monétaire sur le revers : A (Paris).                |                                                                                     | | |                                          |
| 20 francs Louis-Napoléon Bonaparte                                                  |                                                                                     | | |                                          |

## Billets
Durant cette période, la Banque de France émit les billets aux montants suivants :

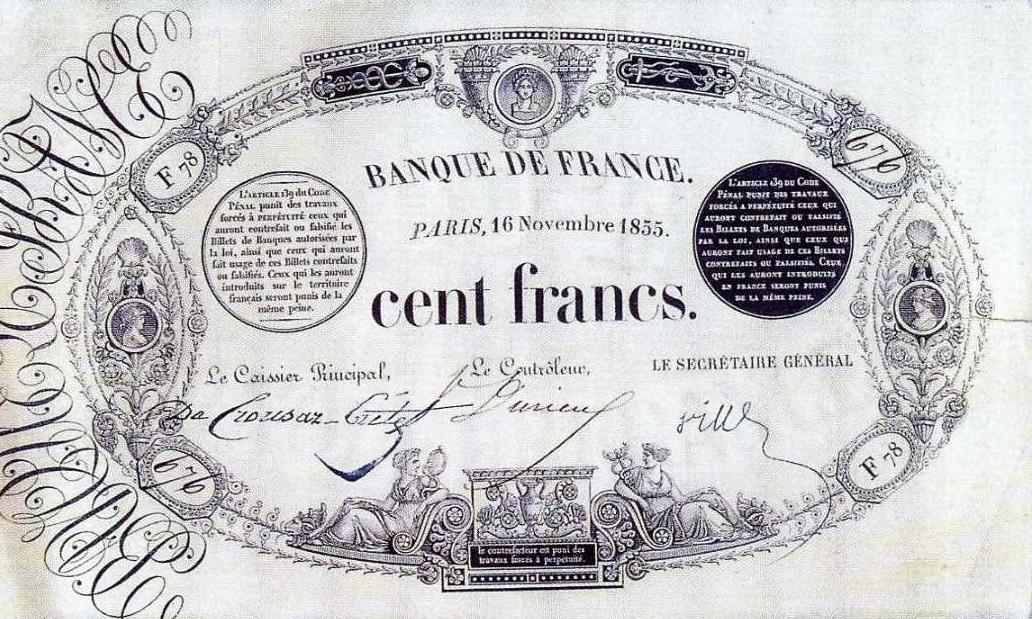
Recto d'un billet de 100 francs noir émis à Paris, le 16 novembre 1855.

- le 100 francs noir
- le 100 francs sur papier vert